# Liste der Officers des Order of Canada/H
Diese Liste gibt einen Überblick aller Personen, die mit der Auszeichnung Officer of the Order of Canada ausgezeichnet wurden.

## H
1. Chris Austin Hadfield (2014)
2. Brigitte Haentjens
3. Rudolph Haering
4. Antoine M. Hakim
5. Frank H. Hall
6. Henry Foss Hall
7. Judith Goslin Hall
8. Monty Hall
9. Philip Francis Halloran
10. Gerald Sydney Halter
11. Harry Halton
12. James Milton Ham
13. Jean-Marc Hamel
14. Louis-Edmond Hamelin
15. Marc-André Hamelin
16. John Laurence Hamerton
17. Deanna Hamilton
18. William M. Hamilton
19. John Frederick Hamm (2009)
20. Robert Ernest William Hancock
21. Piers Handling
22. Stephen Hanessian
23. William F. Hanna
24. Arthur John Hanson
25. Arthur S. Hara
26. Michael Franklin Harcourt (2012)
27. Jules Hardy
28. Robert M. Hardy
29. Buzz Hargrove
30. Charles Richard Harington
31. Douglas Scott Harkness
32. J. Russell Harper
33. Kenneth W. Harrigan
34. James B. Harrington
35. Rex Harrington
36. Richard Harrington
37. Leslie Harris
38. Milton E. Harris
39. Richard Colebrook Harris
40. Walter E. Harris
41. Donald Harron
42. Stanley H. Hartt
43. Bryan L. Harvey
44. Donald Southam Harvie
45. Eric L. Harvie
46. Vanessa C. Harwood
47. Richard Francis Haskayne
48. Phyllis G. Haslam
49. F. H. Eva Hassell
50. M. Daria Haust
51. Ronnie Hawkins (2013)
52. Harry B. Hawthorn
53. Frank J. Hayden
54. Salter Adrian Hayden
55. K. P. (Barbara) Hayes
56. Saul Hayes
57. Arden R. Haynes
58. Robert Hall Haynes
59. Robert Brian Haynes (2010)
60. Daniel P. Hays
61. Ivan L. Head
62. Richard L. Hearn
63. Hugh J. Heasley
64. A. Hervé Hébert
65. Chantal St-Cyr Hébert (2012)
66. J. Claude Hébert
67. Jacques Hébert
68. Louis Hébert
69. Marjolaine Hébert
70. Paul Hébert
71. Paul D. N. Hébert (2015)
72. Roy Lacaud Heenan
73. George H. Hees
74. Gerald R. Heffernan
75. Raymond O. Heimbecker
76. Thomas Giles Heintzman
77. William Lawrence Heisey
78. Gerald K. Helleiner
79. John F. Helliwell
80. Thomas Best Hendry
81. Mark Henkelman
82. Ben Heppner
83. Walter B. Herbert
84. Maxim Hermaniuk
85. Nancy Jane Hermiston (2013)
86. Denis Héroux
87. Peter A. Herrndorf
88. Clyde Hertzman (2012)
89. Norman A. Hesler
90. Margaret Perkins Hess
91. Jacques Hétu
92. Angela Hewitt
93. Foster W. Hewitt
94. T. Alexander Hickman
95. Daniel G. Hill
96. Arthur Hiller
97. James Hillier
98. Rick J. Hillier (2011)
99. Donald Arthur Hillman
100. Elizabeth Sloman Hillman
101. Margaret H. Hilson
102. Peter Hinton (2009)
103. Keith William Hipel
104. John Hirsch
105. William S. Hoar
106. Peter William Hochachka
107. J. Edwin Hodgetts
108. Maggie Hodgson
109. Stuart M. Hodgson
110. Abigale Hoffman
111. Paul F. Hoffman (2012)
112. Bertram M. Hoffmeister
113. James Cameron Hogg
114. Samuel Hollander
115. Charles Hollenberg
116. Crawford Stanley Holling (2009)
117. Alan H. Holman
118. John W. Holmes
119. Beland Hugh Honderich
120. Hugh Hood
121. John Hooper
122. Carol Hopkins
123. Wilbert H. Hopper
124. John Alexander Hopps
125. Louis Horlick
126. Cleeve Horne
127. Michal Hornstein (2013)
128. Myer Horowitz
129. Norman Horrocks
130. Chaviva Milada Hosek
131. Eric Hoskins
132. Harley Norman Hotchkiss (2009)
133. Rolf B. Hougen
134. Arthur Maxwell House
135. Clarence Stuart Houston
136. James A. Houston
137. W. Glen How
138. Gordon Howe
139. William G. C. Howland
140. William Loyd Hoyt
141. Robert Hamilton Hubbard
142. Alan Roy Hudson
143. Thomas J. Hudson (2013)
144. Charles J. A. Hughes
145. Clara Hughes
146. Gordon F. Hughes
147. Ted Hughes
148. Bobby Hull
149. Solon Lamont Hummel
150. John Peters Humphrey
151. George Hungerford
152. W. Helen Hunley
153. Mel Hurtig
154. Helen Huston
155. Nancy Huston
156. Linda Hutcheon (2010)
157. William Bruce Hutchison
158. Frances Hyland
159. Louis Davies Hyndman
160. Margaret P. Hyndman